# Inatsisartut
L'Inatsisartut (in groenlandese Kalaallit Nunaanni Inatsisartut, in danese Grønlands Landsting/Landstinget) è il Parlamento della Groenlandia, una nazione autonoma in seno al Regno di Danimarca.
Creato nel 1979, il Parlamento è guidato da una presidenza composta da quattro membri del Parlamento e dal Presidente. I membri del parlamento sono in tutto 31.